# Moscatel
Ne doit pas être confondu avec Moscatell.
Le moscatel est un vin blanc doux issu du cépage du même nom. Il est produit au Portugal dans les régions de Trás-os-Montes et d'Extremadura (à proximité de Setúbal), et dans le sud de l'Espagne.
Il s'apparente à des vins de muscat de France et se consomme essentiellement à l'apéritif, d'où son nom plus familier d'apéritif espagnol.
Il ne faut pas le confondre avec le moscatell, qui est simplement le nom du muscat catalan. Ce dernier vin est traditionnellement bu en Catalogne et ailleurs lors de la fête de la châtaigne.